# Emplomada

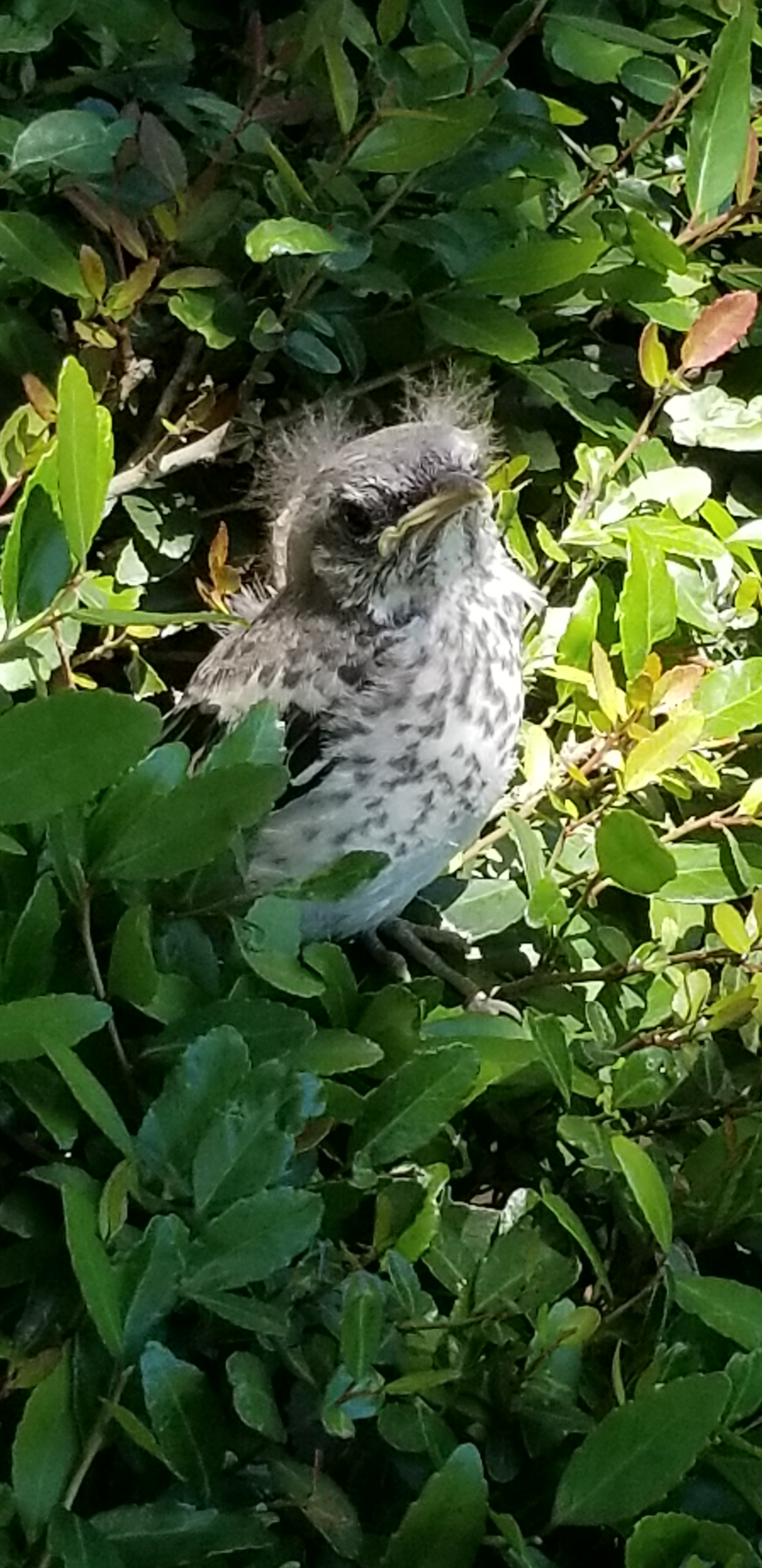
Etapa incipient del mim políglota (Mimus polyglottos)

L'emplomada, plomada o emplomissada és l'etapa de la vida d'una au que va des de l'eclosió fins al moment de començar a volar. Per als ocells altricials, els que passen més temps en condicions vulnerables al niu, l'etapa de nidificació i d'emplomada pot ser la mateixa. Per als ocells precocials, els que es desenvolupen i deixen el niu ràpidament, la curta etapa de nidificació ve seguida per una altra etapa d'emplomada més llarga.

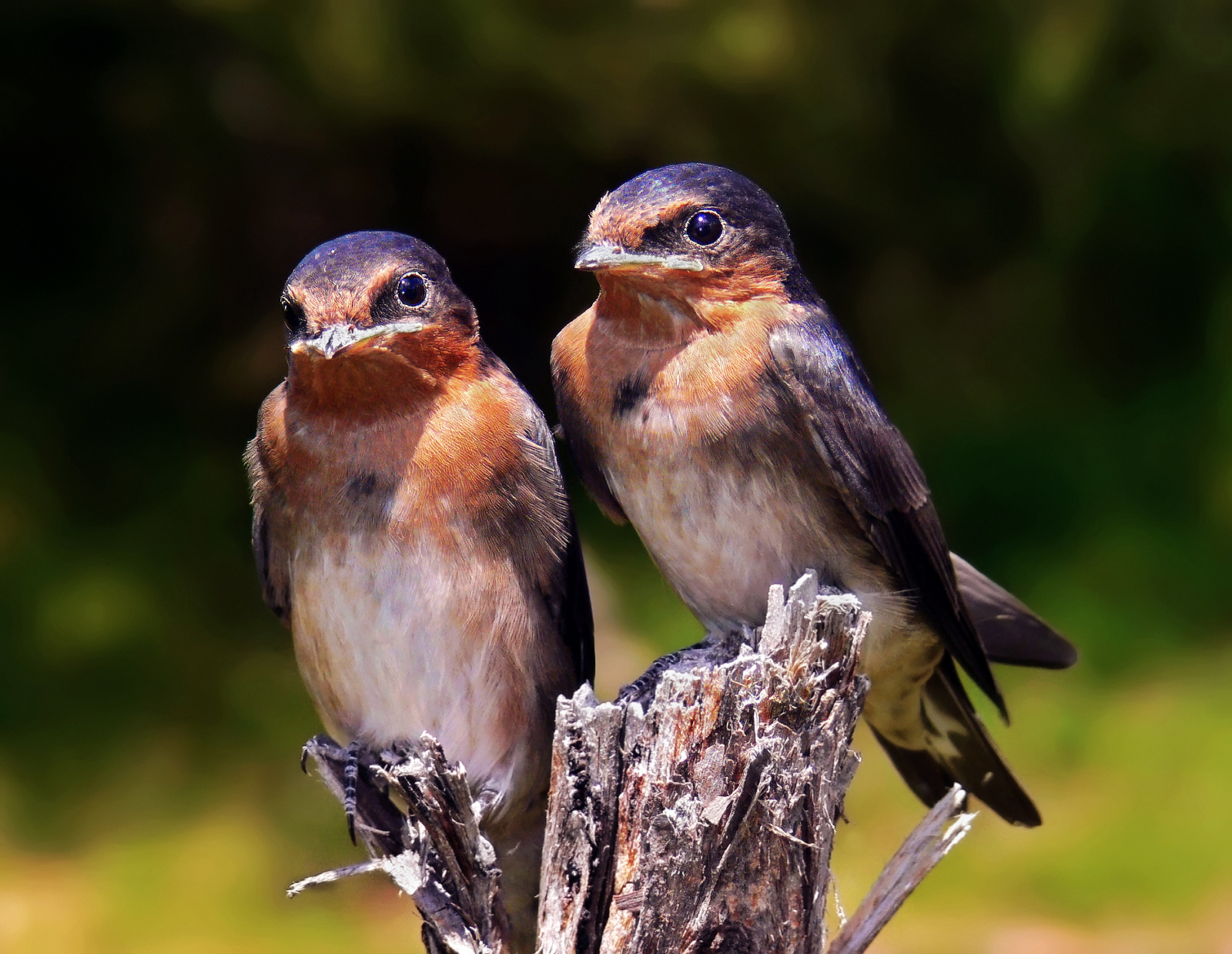
Un parell de pollets d'oreneta australiana, Hirundo neoxena, imatge presa l'endemà d'haver emplomat.

Es considera que tots els ocells han emplomat quan les plomes i els músculs de les ales estan prou desenvolupats per volar. Un ocell jove que ha emplomat fa poc, però que encara depèn de la cura i l'alimentació dels pares, s'anomena poll o poll volander. Sovint, la gent vol ajudar els polls, ja que semblen vulnerables, però el millor és deixar-los sols. La Xarxa Nacional de Fenologia dels Estats Units defineix la fenofase (o etapa del cicle de vida) de l'emplomada de les cries d'ocells com "El moment en què deixen el niu. Això inclou tan joves incapaços de volar de manera sostinguda com polls que encara depenen dels adults".
En moltes espècies, els pares continuen tenint cura de les seves cries emplomades, ja sigui conduint-les a fonts d'aliments o alimentant-les. Els ocells són més vulnerables entre el moment de deixar el niu i abans de poder volar, tot i que un cop volen, les seves possibilitats de supervivència augmenten dràsticament.

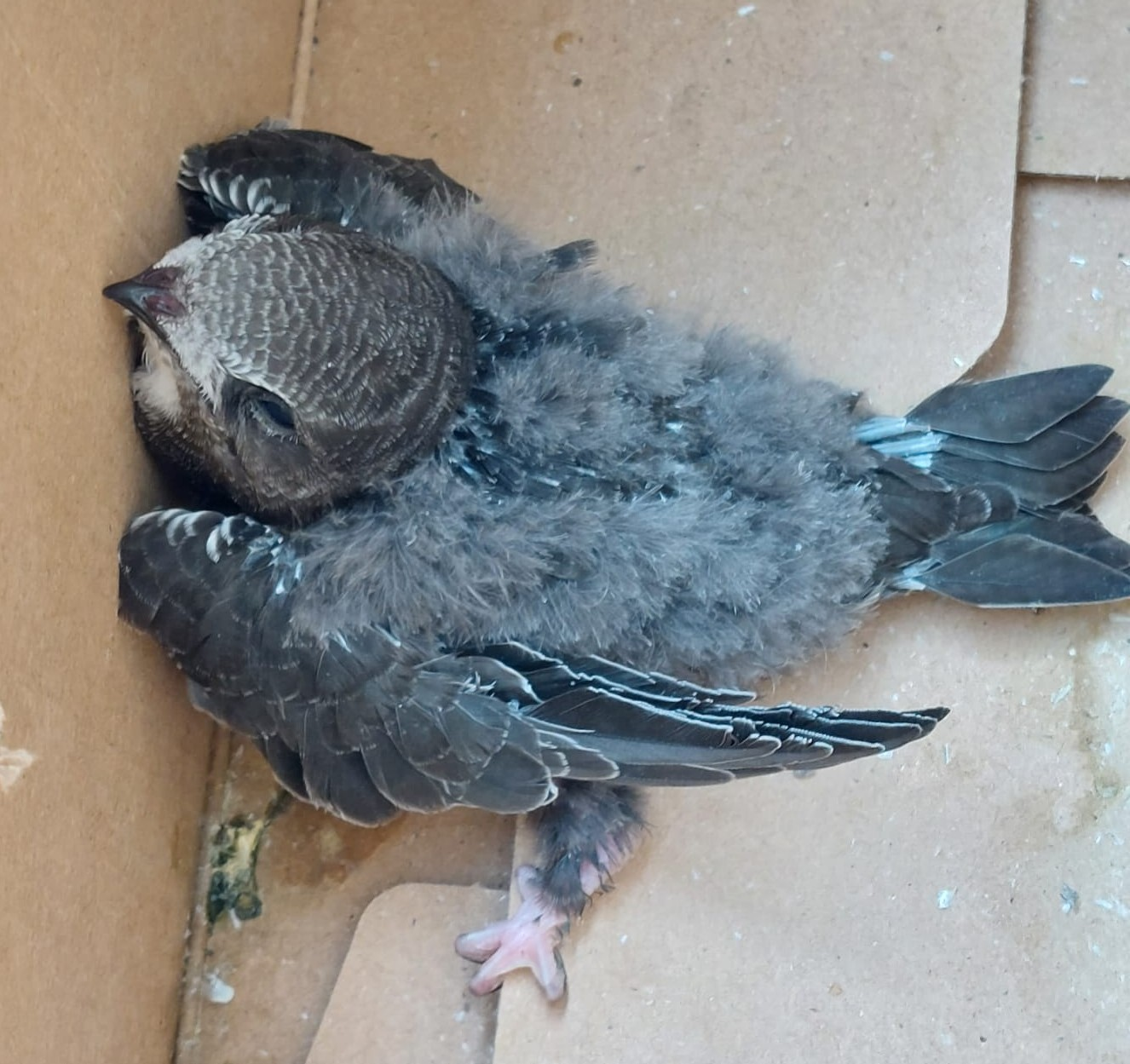
Poll de falciot (Apus apus) acabant d'emplomar

Una espècie d'ocell, el gavotí antic (Synthliboramphus antiquus), emploma dos dies després de l'eclosió de l'ou, corrent des del seu cau fins a l'oceà i els seus progenitors. Un cop arriba a l'oceà, els seus pares el cuiden durant diverses setmanes. El comportament d'emplomada del gavotí és espectacular; l'adult condueix el pollet a la vora del penya-segat, on es troba la colònia, i el pollet es llançarà, intentant volar el més lluny possible, abans d'aterrar a l'oceà.
Altres espècies, com el somorgollaire comú (Uria aalge) i els xatracs, abandonen el lloc de nidificació mentre encara no poden volar.